# بيتشوود
بيتشوود (بالإنجليزية: Beachwood)‏ هي مدينة أمريكية تقع في ولاية أوهايو. تبلغ مساحة هذه المدينة 13.7 (كم²)،ويبلغ عدد سكانها 11953 نسمة حسب إحصاء سنة 2010 م 11953.تشير إحصاءات سنة 2000م بأن الكثافة السكانية في هذه المدينة تقدر بـ(890.9) نسمة/كم2 

## التركيبة السكانية
قام مكتب تعداد الولايات المتحدة بتحديد بيانات التركيبة السكانية لبيتشوودفي تعداد الولايات المتحدة. في ما يلي، التركيبة السكانية حسب تعدادي 2000 و2010.

### تعداد عام 2000
بلغ عدد سكان بيتشوود 12,186 نسمة بحسب تعداد عام 2000، وبلغ عدد الأسر 5,074 أسرة وعدد العائلات 3,181 عائلة مقيمة في القرية. في حين سجلت الكثافة السكانية 2,307.5 نسمة لكل ميل مربع (890.9/كم2). وبلغ عدد الوحدات السكنية 5,447 وحدة بمتوسط كثافة قدره 1,031.4 نسمة لكل ميل مربع (398.2/كم2).
وتوزع التركيب العرقي للقرية بنسبة 86.50% من البيض و 0.08% من الأمريكيين الأصليين و 3.21% من الأمريكيين ذوي الأصول الآسيوية و 0.02% من سكان جزر المحيط الهادئ و 9.08% من الأمريكيين الأفارقة و 0.97% من عرقين مختلطين أو أكثر.
```
وبلغت نسبة 
الأزواج
 القاطنين مع بعضهم البعض 56.0% من أصل المجموع الكلي للأسر، ونسبة 5.1% من الأسر كان لديها معيلات من الإناث دون وجود شريك، وكانت نسبة 37.3% من غير العائلات. تألفت نسبة 35.2% من أصل جميع الأسر من أفراد ونسبة 23.5% كانوا يعيش معهم شخص وحيد يبلغ من العمر 65 عاماً فما فوق. وبلغ متوسط حجم الأسرة المعيشية 2.86، أما متوسط حجم العائلات فبلغ 2.20.
```

بلغ العمر الوسطي للسكان 52 عاماً. وكانت نسبة 19.7% من القاطنين تحت سن الثامنة عشر، وكانت نسبة 3.0% بين الثامنة عشر والأربعة وعشرون عاماً، ونسبة 17.2% كانت واقعةً في الفئة العمرية ما بين الخامسة والعشرون حتى والأربعة وأربعون عاماً، ونسبة 24.6% كانت ما بين الخامسة والأربعون حتى الرابعة والستون، ونسبة 35.4% كانت ضمن فئة الخامسة والستون عاماً فما فوق. يوجد لكل 100 أنثى 78.8 ذكر، ويوجد لكل 100 أنثى في الثامنة عشر من عمرها فما فوق 71.8 ذكر.
بلغ متوسط دخل الأسرة في القرية 65,406 دولار، أما متوسط دخل العائلة فبلغ 86,632 دولار. وكان متوسط دخل الذكور 71,829 دولار مقابل 35,375 دولار للإناث. وسجل دخل الفرد الخاص بالقرية 40,509 دولار. وكانت نسبة 2.5% من العائلات ونسبة 4.3% من السكان تحت خط الفقر،

### تعداد عام 2010
بلغ عدد سكان بيتشوود 11,953 نسمة بحسب تعداد عام 2010، وبلغ عدد الأسر 5,064 أسرة وعدد العائلات 3,005 عائلة مقيمة في المدينة. في حين سجلت الكثافة السكانية 2,242.6 نسمة لكل ميل مربع (865.9/كم2). وبلغ عدد الوحدات السكنية 5,483 وحدة بمتوسط كثافة قدره 1,028.7 لكل ميل مربع (397.2/كم2).
وتوزع التركيب العرقي للمدينة بنسبة 77.3% من البيض و 7.4% من الأمريكيين ذوي الأصول الآسيوية و 13.7% من الأمريكيين الأفارقة و 1.2% من عرقين مختلطين أو أكثر.
بلغ عدد الأسر 5,064 أسرة كانت نسبة 24.9% منها لديها أطفال تحت سن الثامنة عشر تعيش معهم، وبلغت نسبة الأزواج القاطنين مع بعضهم البعض 50.1% من أصل المجموع الكلي للأسر، ونسبة 7.3% من الأسر كان لديها معيلات من الإناث دون وجود شريك، بينما كانت نسبة 2.0% من الأسر لديها معيلون من الذكور دون وجود شريكة وكانت نسبة 40.7% من غير العائلات. تألفت نسبة 37.4% من أصل جميع الأسر من أفراد ونسبة 23.9% كانوا يعيش معهم شخص وحيد يبلغ من العمر 65 عاماً فما فوق. وبلغ متوسط حجم الأسرة المعيشية 2.88، أما متوسط حجم العائلات فبلغ 2.16.
بلغ العمر الوسطي للسكان 52.5 عاماً. وكانت نسبة 19.6% من القاطنين تحت سن الثامنة عشر، وكانت نسبة 3.9% بين الثامنة عشر والأربعة وعشرون عاماً، ونسبة 17.2% كانت واقعةً في الفئة العمرية ما بين الخامسة والعشرون حتى والأربعة وأربعون عاماً، ونسبة 27.2% كانت ما بين الخامسة والأربعون حتى الرابعة والستون، ونسبة 32.3% كانت ضمن فئة الخامسة والستون عاماً فما فوق. وتوزع التركيب الجنسي للسكان بنسبة 44.3% ذكور و55.7% إناث.